# XEUT-AM
XEUT-AM  o UABC Radio es una estación de radio localizada en la ciudad de Tijuana, Baja California. (México).
Transmitía en los 1630 kHz de la banda de Amplitud Modulada con 10,000 vatios de potencia diurna y 1,000 de potencia nocturna.Actualmente se encuentra fuera del aire.

## Historia
Desde su creación como Radio Universidad en 1976 hasta el 2011 era el Sistema Universitario de Radio, que antes no tenía foros de participación social con programación de otras radiodifusoras de otros estados y muy poca presencia. En julio de 2011 pasa a ser UABC Radio con el eslogan para tus oídos;con la reinvención de la radio universitaria se abrieron entre los universitarios nuevos foros de diálogo, musicales, de entretenimiento y lo más importante, con la participación de la comunidad cimarrona.
En octubre de 2022, UABC Radio apagado las operaciones de transmisión en sus estaciones terrestres y trasladó el formato Radio Colegio de la estación (que se denominó "UABC para tus oídos") a solo en línea.

## Altavoz de UABC
Es un programa cultural-juvenil realizado por estudiantes de la facultad de Humanidades y Ciencias Sociales. Al momento van 5 temporadas. Cada temporada cambian de locutores principales. El programa se compone de secciones, los cuales son: Cimarrón Al Aire, Invitro, El Corcho, Perfiles, En Corto y El Foro. 
- Datos: Q6168598